# S.R. Srinivasa Varadhan
Sathamangalam Ranga Iyengar Srinivasa Varadhan FRS (Chennai, 2 januari 1940) is een Indiaas-Amerikaans wiskundige. 
In 2007 kreeg hij de Abelprijs en in 2010 de National Medal of Science.
Een uitspraak van hem luidt:
"Als je het kan opschrijven, kan je het meten."

## Publicaties
- Convolution Properties of Distributions on Topological Groups. Dissertation, Indian Statistical Institute, 1963.
- Varadhan, SRS (1966). Asymptotic probabilities and differential equations. Communications on Pure and Applied Mathematics 19 (3): 261–286. DOI: 10.1002/cpa.3160190303.
- Stroock, DW, SRS Varadhan (1972). On the support of diffusion processes with applications to the strong maximum principle. Proc. of the sixth Berkeley Symposium on Mathematical Statistics and Probability 3: 333–359 (Univ. of California Press).
- (with M D Donsker)  (1975). On a variational formula for the principal eigenvalues for operators with maximum principle. Proc Natl Acad Sci USA 72 (3): 780–783. PMID 16592231. PMC 432403. DOI: 10.1073/pnas.72.3.780.
- (with M D Donsker) Asymptotic evaluation of certain Markov process expectations for large time. I, Communications on Pure and Applied Mathematics 28 (1975), pp. 1–47; part II, 28 (1975), pp. 279–301; part III, 29 (1976), pp 389–461; part IV, 36 (1983), pp 183–212.
- Varadhan, SRS (2003). Stochastic analysis and applications. Bull Amer Math Soc 40 (1): 89–97. DOI: 10.1090/s0273-0979-02-00968-0.

- Bibliothèque nationale de France: cb12315117c (data)
- Catàleg d'autoritats de noms i títols de Catalunya: 981058514960606706
- CiNii: DA00036766
- Gemeinsame Normdatei: 13051957X
- International Standard Name Identifier: 0000 0001 1571 7117
- Library of Congress Control Number: n79054346
- Mathematics Genealogy Project: 33923
- Nationale Bibliotheek van Tsjechië: stk2008428681
- Nationale Bibliotheek van Israël: 987007599044605171
- Nederlandse Thesaurus van Auteursnamen: 069311463
- LIBRIS: 246181
- Système universitaire de documentation: 032046626
- Virtual International Authority File: 59151804
- WorldCat: E39PBJdMgt8ct8fyWb7PFTTmBP

1. ↑  Guggenheim Fellows database; Guggenheim-identificatiecode voor fellowship: srinivasa-s-r-varadhan.
2. ↑  http://www.abelprize.no/c53862/binfil/download.php?tid=53799.
3. ↑  https://www.nationalmedals.org/laureates/srinivasa-sr-varadhan#.
4. ↑  http://www.ams.org/profession/prizes-awards/pabrowse?purl=birkhoff-prize#year=1994.
5. ↑  https://www.siam.org/prizes-recognition/fellows-program/all-siam-fellows?page=3; geraadpleegd op: 17 juli 2021.
6. ↑  https://www.ams.org/prizes-awards/pabrowse.cgi?parent_id=27.
7. ↑  http://www.ams.org/fellows_by_year.cgi?year=2013; geraadpleegd op: 24 november 2022.
8. ↑  http://www.ams.org/news?news_id=1680; geraadpleegd op: 24 november 2022.
9. ↑  Scientific Legacy Database; geraadpleegd op: 16 december 2022.
10. ↑  https://www.pib.gov.in/PressReleasePage.aspx?PRID=1893797; archiveringsdatum: 25 januari 2023; geraadpleegd op: 27 januari 2023; URL (gearchiveerd): https://web.archive.org/web/20230125170305/https://www.pib.gov.in/PressReleasePage.aspx?PRID=1893797.
11. ↑  https://www.carnegie.org/awards/great-immigrants/2009-great-immigrants/.